# Bolltvättare

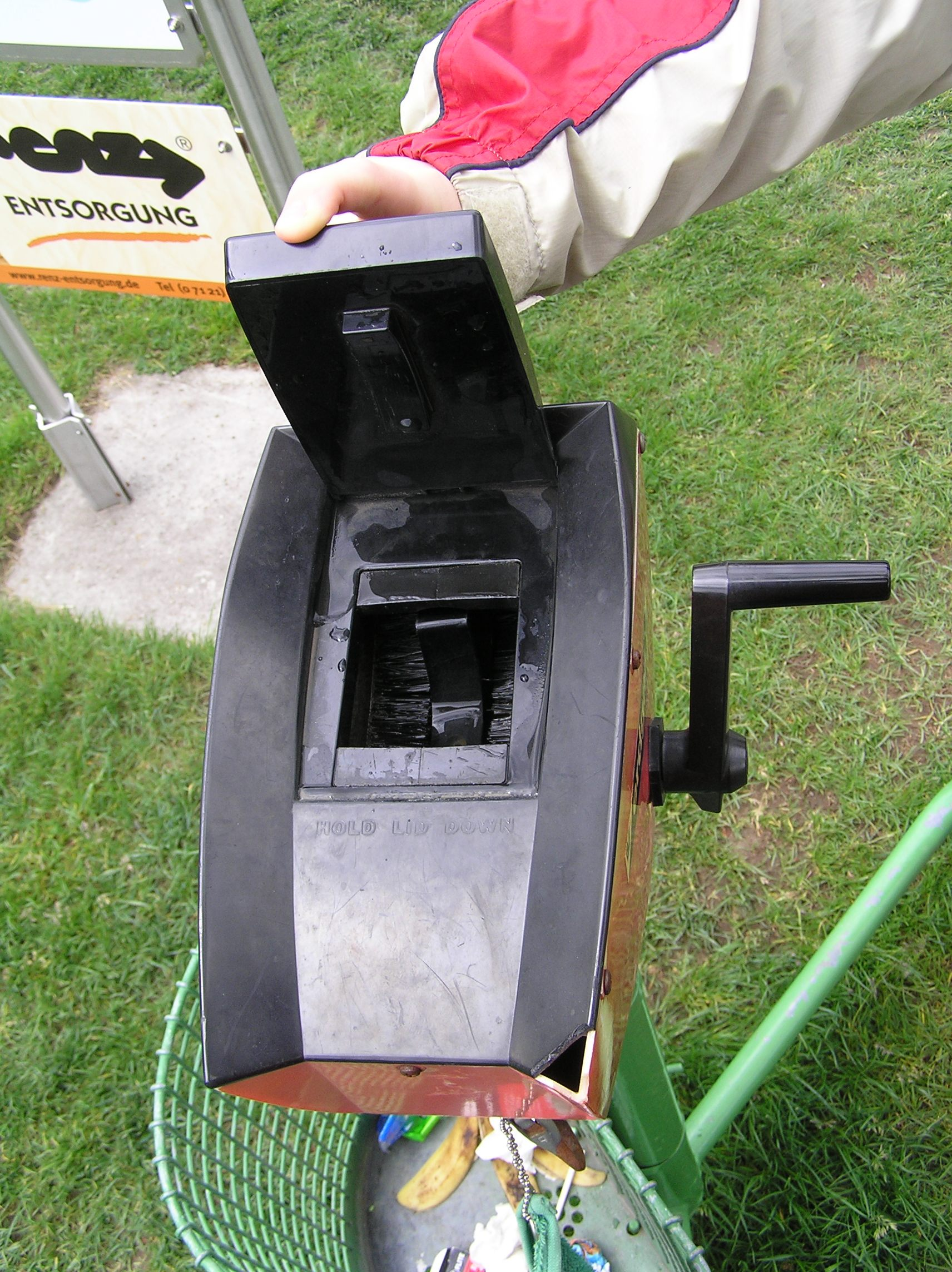
Bolltvättare för enskilda bollar.

En bolltvättare är en utrustning för rengöring av golfbollar. Eftersom golfbollar har dimples för att förbättra deras aerodynamiska egenskaper, vilket ökar både distans och kontroll, och främst används på gräsytor, samlar bollarna lätt orenligheter och gräs, vilket kan påverka deras aerodynamiska egenskaper. För att bibehålla bollarnas aerodynamiska egenskaper, inspekteras de vanligtvis för orenligheter innan spelet, och tvättas vid behov.
Bolltvättare återfinns normalt på golfbanor; på vissa banor finns det en per hål. De kan drivas antingen manuellt eller elektriskt. Bolltvättare för rengöring av enskilda bollar består av ett cylindriskt hus, där bollen som skall rengöras sätts in. Rengöringen av bollen sker via cirkulerande borstar. För rengöring av ett större antal golfbollar används maskiner som suger upp bollarna som en dammsugare, tvättar dem och sätter dem i ett separat nät efteråt.